# La Vendelée
La Vendelée és un municipi francès situat al departament de la Manche i a la regió de Normandia. L'any 2007 tenia 407 habitants.

## Demografia

### Població
El 2007 la població de fet de La Vendelée era de 407 persones. Hi havia 150 famílies de les quals 28 eren unipersonals (16 homes vivint sols i 12 dones vivint soles), 51 parelles sense fills, 63 parelles amb fills i 8 famílies monoparentals amb fills.
La població ha evolucionat segons el següent gràfic:
Habitants censats

### Habitatges
El 2007 hi havia 164 habitatges, 148 eren l'habitatge principal de la família, 9 eren segones residències i 8 estaven desocupats. 158 eren cases i 6 eren apartaments. Dels 148 habitatges principals, 138 estaven ocupats pels seus propietaris i 10 estaven llogats i ocupats pels llogaters; 4 tenien dues cambres, 7 en tenien tres, 53 en tenien quatre i 84 en tenien cinc o més. 126 habitatges disposaven pel capbaix d'una plaça de pàrquing. A 54 habitatges hi havia un automòbil i a 87 n'hi havia dos o més.

### Piràmide de població
La piràmide de població per edats i sexe el 2009 era:
| Homes | Edats   | Dones |
| ----- | ------- | ----- |
| 0     | 95 o +  | 0     |
| 4     | 90 a 94 | 8     |
| 0     | 85 a 89 | 4     |
| 4     | 80 a 84 | 4     |
| 0     | 75 a 79 | 0     |
| 4     | 70 a 74 | 0     |
| 8     | 65 a 69 | 16    |
| 12    | 60 a 64 | 4     |
| 12    | 55 a 59 | 12    |
| 12    | 50 a 54 | 16    |
| 12    | 45 a 49 | 16    |
| 16    | 40 a 44 | 12    |
| 4     | 35 a 39 | 12    |
| 24    | 30 a 34 | 20    |
| 8     | 25 a 29 | 16    |
| 12    | 20 a 24 | 12    |
| 28    | 15 a 19 | 20    |
| 12    | 10 a 14 | 8     |
| 24    | 5 a 9   | 12    |
| 12    | 0 a 4   | 12    |

## Economia
El 2007 la població en edat de treballar era de 258 persones, 185 eren actives i 73 eren inactives. De les 185 persones actives 172 estaven ocupades (86 homes i 86 dones) i 13 estaven aturades (8 homes i 5 dones). De les 73 persones inactives 33 estaven jubilades, 28 estaven estudiant i 12 estaven classificades com a «altres inactius».

### Ingressos
El 2009 a La Vendelée hi havia 155 unitats fiscals que integraven 438 persones, la mediana anual d'ingressos fiscals per persona era de 18.175,5 €.

### Activitats econòmiques
Dels 11 establiments que hi havia el 2007, 1 era d'una empresa de fabricació d'altres productes industrials, 3 d'empreses de construcció, 3 d'empreses de comerç i reparació d'automòbils, 1 d'una empresa d'hostatgeria i restauració, 1 d'una empresa de serveis i 2 d'empreses classificades com a «altres activitats de serveis».
Dels 3 establiments de servei als particulars que hi havia el 2009, 1 era una fusteria, 1 lampisteria i 1 empresa de construcció.
L'any 2000 a La Vendelée hi havia 25 explotacions agrícoles que ocupaven un total de 616 hectàrees.

## Equipaments sanitaris i escolars
El 2009 hi havia una escola elemental integrada dins d'un grup escolar amb les comunes properes formant una escola dispersa.

## Poblacions més properes
El següent diagrama mostra les poblacions més properes.